# Кашалот
Кашалотът (Physeter catodon) е хищен морски бозайник от подразред зъбати китове, единствен представител на род Physeter и семейство Physeteridae.
Теглото на мъжкия стига до 50 – 60 тона, дължината му – до 20 метра. Способен е да се гмурне на 3000 m дълбочина и да задържи дъха си 1 час и 30 мин. Едрата глава заема около 1/3 от тялото на този кит. В главата на по-големите кашалоти се съдържа над 5 тона от желеподобно, восъчно вещество спермацет, изключително ценено в козметичната индустрия. Какво е предназначението му в организма на кашалота не е точно установено – предполага се, че участва в ехолокационната му система и при гмуркане на по-големи дълбочини (втвърдяване и повторно втечняване след издигане). Някога от спермацет са се изготвяли свещи и затова кашалотът е бил безогледно избиван през целия 18 век и първата половина на 20-и, до откриването на по-евтини материали в свещоливната промишленост. Днес ловът му е регулиран законово, но той продължава да бъде източник на ценна суровина като мас, кожа, кости и спермацет, поради което опасността от намаляване на популацията му не е отшумяла.
На долната си челюст кашалотът, който се храни с главоноги и риба, има 57 конични зъба. Отделният зъб може да достигне до 25 cm височина и около 9 cm в диаметър. Горната челюст на кашалота е лишена от зъби. Носният му отвор е в лявата страна на главата, затова фонтанът е силно наклонен наляво и напред.
Кашалотът е по-дребен от синия кит. Женските са по-дребни. Максималната им дължина е около 15 m. Тялото на кашалота е повече или по-малко еднообразно оцветено – от сивокафяво до черно, като коремната страна е по-светла. Понякога се срещат и бели кашалоти – албиноси. Те имат сивкавобяла гръбна и млечнобяла коремна страна.

## Друго
На 10 юли 2008, на брега на Схейфенинген (Холандия), се състои арт акция, чиято цел е да популяризира колекцията от експонати в местния музей и да насърчи хората към опазване на вида. Инициативата е организирана от белгийския творец Дирк Клаасен (познат още като Зефир), който представя гигантска 18-метрова скулптура, имитираща истински кашалот, изработена от дърво, алуминий и полиестер.